# Nancy Olson
Nancy Ann Olson (* 14. července 1928 Milwaukee) je americká herečka.
První roli uvedenou v titulcích dostala v roce 1949 ve westernu Canadian Pacific. Za svou roli ve filmu Sunset Blvd. (1950) byla nominována na Oscara. Kromě filmů vystupovala také v řadě televizních seriálů. V polovině 80. let se herectví přestala věnovat, znovu se objevila až v roce 1997 v malé roli ve filmu Flubber (šlo o remake filmu The Absent Minded Professor z roku 1961, ve kterém měla velkou roli), v roce 2010 hrála v jedné epizodě seriálu Velká láska a naposledy hrála v roce 2014 v komedii Dumbbells.
V letech 1950–1957 byl jejím manželem textař Alan Jay Lerner, s nímž měla dvě dcery. V roce 1962 se vdala za podnikatele Alana W. Livingstona, s nímž měla jednoho syna; Livingston zemřel v roce 2009.